# Alex Lawther
Alexander Jonathan Lawther (Petersfield, 4 maggio 1995) è un attore britannico.

## Biografia
Il debutto professionale di Lawther avvenne a 16 anni, quando interpretò il ruolo di John Blakemore nello spettacolo teatrale South Downs di David Hare al Chichester Festival Theatre. Nel 2014 interpreta un giovane Alan Turing in The Imitation Game. Nel 2016 è stato protagonista dell'episodio Zitto e balla (Shut Up and Dance) della serie Black Mirror. Dal 2017 è protagonista della serie TV The End of the F***ing World, trasmessa su Netflix. Nel 2021 interpreta Carlo VI di Francia nel film storico The Last Duel, diretto da Ridley Scott.

## Filmografia

### Cinema
- The Imitation Game, regia di Morten Tyldum (2014)
- X+Y, regia di Morgan Matthews (2014)
- Departure, regia di Andrew Steggall (2015)
- Freak Show, regia di Trudie Styler (2017)
- Vi presento Christopher Robin (Goodbye Christopher Robin), regia di Simon Curtis (2017)
- Ghost Stories, regia di Andy Nyman e Jeremy Dyson (2017)
- Il prezzo dell'arte (Les traducteurs), regia di Régis Roinsard (2019)
- The French Dispatch of the Liberty, Kansas Evening Sun, regia di Wes Anderson (2021)
- The Last Duel, regia di Ridley Scott (2021)
- Earwig, regia di Lucile Hadžihalilović (2021)

### Televisione
- Holby City – serie TV, episodio 16x38 (2014)
- Black Mirror – serie TV, episodio 3x03 (2016)
- Carnage, regia di Simon Amstell – film TV (2017)
- The End of the F***ing World – serie TV, 16 episodi (2017-2019)
- Casa Howard (Howards End), regia di Hettie Macdonald – miniserie TV (2017)
- Andor – serie TV, 5 episodi (2022-2025)
- Alien - Pianeta Terra (Alien: Earth), regia di Noah Hawley - serie TV (2025)

## Doppiatori italiani
- Manuel Meli in Casa Howard, Vi presento Christopher Robin, The Last Duel
- Andrea Oldani in The End of the F***ing World, Earwig
- Riccardo Suarez in The French Dispatch of the Liberty, Kansas Evening Sun, Andor, The Imitation Game
- Alex Polidori in Ghost Stories
- Danny Francucci in Black Mirror